# ریش‌آبی (داستان)
ریش‌آبی (به فرانسوی: Barbe bleue) یک داستان فولکلور قدیمی فرانسوی است که معروف‌ترین نسخه باقی‌مانده از آن را شارل پرو نوشت و اولین بار بار در پاریس در سال ۱۶۹۷ با عنوان داستان‌ها یا قصه‌های زمان‌های گذشته منتشر شد.
«ریش‌آبی» حکایت مرد ثروتمندی است که عادت دارد همسران خود را به قتل برساند و تلاش می‌کند یکی از همسرانش را از سرنوشت قبلی‌ها دور کند. قصه‌هایی مثل «کبوتر سفید»، «داماد دزد» و «پرنده فیچر» داستان‌هایی شبیه به «ریش‌آبی» هستند.
شهرت داستان چنان است که فرهنگ مریام-وبستر واژه «ریش‌آبی» را به‌صورت «مردی که با همسرش ازدواج می‌کند و او را به قتل می‌رساند» تعریف می‌کند، و حتی فعل «ریش‌آبی بودن» (bluebearding) به عنوان راهی برای توصیف جرم کشتن یک سری از زنان، یا اغوا کردن و رها کردن یک سری از زنان در زبان انگلیسی پدیدار شده است.
رمان‌ها، فیلم‌ها و داستان‌های متعددی با نام یا موضوع «ریش‌آبی» ساخته شده است.

## داستان
ریش آبی یک نجیب‌زاده ثروتمند و قدرتمند است که شش بار با زنان زیبایی ازدواج کرده است که همه به طور مرموزی ناپدید شده‌اند. وقتی به ملاقات همسایه‌اش می‌رود و درخواست ازدواج با یکی از دخترانش می‌کند، آن خانواده وحشت می‌کنند. پس از برگزاری یک ضیافت فوق‌العاده، کوچک‌ترین دختر تصمیم می‌گیرد که همسر ریش‌آبی شود و به دور از خانواده‌اش در قصر مجلل و ثروتمند او در حومهٔ شهر با او زندگی کند.
یک ماه بعد ریش‌آبی اعلام می‌کند که باید به کشور برود و کلیدهای قصر را به همسرش می‌دهد. او اجازه دارد درِ هر اتاقی را - که در هر یک مقداری از ثروت همسرش وجود دارد - باز کند به جز یک اتاق زیرزمینی که ریش‌آبی به شدت او را از ورود به آن منع می‌کند تا مبادا خشم وی را متحمل شود. سپس ریش آبی می‌رود و قصر و کلیدها را به همسرش می‌سپارد. دختر در نهایت در برابر میل به دیدن آنچه که اتاق مخفی نگه می‌دارد تسلیم می‌شود؛ مخفیانه از مهمانی دور شده و وارد آن می‌شود.
زن بلافاصله متوجه می‌شود که اتاق پر از خون است و اجساد شش همسر قبلی ریش آبی با قلاب‌هایی از دیوار آویزان شده‌اند. پس با وحشت کلید را در خون می‌اندازد و از اتاق فرار می‌کند. آنگاه سعی می‌کند لکه خون را از روی کلید پاک کند، اما کلید جادویی است و لکه را نمی‌توان از روی آن پاک کرد.
ریش آبی به طور غیرمنتظره ای برمی‌گردد و کلید خونین را پیدا می‌کند. او با عصبانیت کور، همسرش را تهدید به کشتن در محل می‌کند، اما زن التماس می‌کند به او فرصت آخرین دعا داده شود. ریش‌آبی یک ربع به او مهلت می‌دهد. از قضا قرار است برادران زن از راه برسند. خواهرش، «آن»، به بالای برج می‌رود تا ببیند آنان کی می‌رسند. سپس، در حالی که فرصت رو به پایان است و ریش آبی می‌خواهد ضربهٔ مهلک را وارد کند، برادران سر می‌رسند و او را می‌کشند. زن ثروت و قلعه او را به ارث می‌برد و شش همسر مرده‌اش را به خاک می‌سپارند. او از ثروتش استفاده می‌کند تا خواهر ازدواج کند و برادرش در کار خود موفق شوند. سپس خودش دوباره ازدواج می‌کند و بدین ترتیب از وحشت دوران زندگی‌اش با ریش آبی عبور می‌کند.